# NGC 5371
NGC 5371 ist eine Balken-Spiralgalaxie vom Hubble-Typ SBbc mit aktivem Galaxienkern im Sternbild Jagdhunde. Sie ist schätzungsweise 118 Millionen Lichtjahre von der Milchstraße entfernt und hat einen Durchmesser von etwa 145.000 Lichtjahren. Sie ist Namensgeberin und die hellste Galaxie der NGC 5371-Gruppe (LGG 361).

Im selben Himmelsareal befinden sich u. a. die Galaxien NGC 5353, NGC 5354, NGC 5355, NGC 5358.
Die Typ-IIn-Supernova SN 1994Y wurde hier beobachtet.
Das Objekt wurde am 14. Januar 1788 von Wilhelm Herschel mit einem 18,7-Zoll-Spiegelteleskop entdeckt, der sie dabei mit „pB, L, iR, FN, mbM, 4 or 5′ diameter“ beschrieb. Diese Beobachtung wird als NGC 5371 gelistet. John Herschel notierte bei seiner Beobachtung am 18. März 1831: „F, L, vgbM; has a * 9m, nf, 4 arcmin dist.“, dies führte unter NGC 5390 zum zweiten Eintrag im Katalog.

## NGC 5371-Gruppe (LGG 361)
| Galaxie   | Alternativname | Entfernung/Mio. Lj |
| --------- | -------------- | ------------------ |
| NGC 5289  | PGC 48749      | 116                |
| NGC 5290  | PGC 48767      | 118                |
| NGC 5311  | PGC 49011      | 122                |
| NGC 5313  | PGC 49069      | 117                |
| NGC 5320  | PGC 49112      | 121                |
| NGC 5326  | PGC 49157      | 116                |
| NGC 5346  | PGC 49322      | 116                |
| NGC 5350  | PGC 49347      | 107                |
| NGC 5354  | PGC 49354      | 119                |
| NGC 5355  | PGC 49380      | 108                |
| NGC 5358  | PGC 49389      | 111                |
| NGC 5371  | PGC 49514      | 118                |
| PGC 48925 | UGC 8726       | 108                |
| PGC 49024 | UGC 8736       | 109                |
| PGC 49062 | UGC 8742       | 104                |
| PGC 49624 | UGC 8877       | 110                |
| PGC 49002 | MCG +7-28-71   | 123                |
| PGC 49191 | MCG +7-29-2    | 114                |